# Bob Marone
Cet article possède un paronyme, voir Bob Morane (homonymie).
« Gallantine » redirige ici. Pour l’article homophone, voir Galantine.
Bob Marone est une série de bande dessinée créée par Yann (scénario) et Conrad (dessin) dans Le Journal de Spirou dans les années 1980. Cette parodie des aventures de Bob Morane a ensuite été poursuivie dans Circus, et éditée en albums par Glénat.

## Synopsis
Bob Marone et Bill Gallantine sont deux aventuriers homosexuels. Ils affrontent mille et un dangers, tout en veillant à préserver leur relation de couple…

## Autour de l'œuvre
Outre le fait de transformer les héros de Henri Vernes en un couple d'homosexuels, Yann et Conrad s'emploient à les ridiculiser sur le plan physique : Bill Gallantine (Bill Ballantine) est un colosse comme dans l'œuvre de Vernes, mais le trait de Conrad en fait, de surcroît, un personnage ventripotent. Bob Marone (Bob Morane) est, lui, un nabot à gros nez. Yann et Conrad, qui réalisaient déjà les Hauts de page dans Spirou, y ont inclus une parodie irrévérencieuse mais encore très littéraire de l'œuvre d'Henri Vernes. Deux récits sont ainsi parus en « hauts de page », qui ne comportaient aucune allusion à une quelconque homosexualité des deux héros, puis la parodie a connu une suite, sous la forme de deux épisodes de BD, dans le magazine Circus des éditions Glénat.

## Publication

### Périodiques
- Les Bonbons de l'Ombre Mauve (Spirou no 2255)
- Les Gâcheurs de dinosaures (Spirou no 2267)
- Le Dinosaure blanc (Circus no 65)
- L'Affrontement (Circus no 78)
- Bob & Bill (Fluide glacial nos 329, 334, 336, 338, 340, 344, 350) : plusieurs histoires courtes dessinées par Yoann.

### Albums
- 1 Le Dinosaure blanc : À la recherche de Frank Veeres, Glénat, mai 1984
Scénario : Yann - Dessin : Conrad - Couleurs : Lucie
- 2 Le Dinosaure blanc : L'Affrontement, Glénat, avril 1985
Scénario : Yann - Dessin : Conrad - Couleurs : Lucie
- 3 Un parfum de yétis roses, Dargaud-Lombard, janvier 2013
Scénario : Yann - Dessin : Conrad - Couleurs : Fabien Alquier

### Projet
- Mystère à Pélissanne : projet avec Fabrice Tarrin